# Zodion asiaticum
Zodion asiaticum är en tvåvingeart som beskrevs av Becker 1922. Zodion asiaticum ingår i släktet Zodion och familjen stekelflugor. Inga underarter finns listade i Catalogue of Life.